# Jaunisse de la vigne

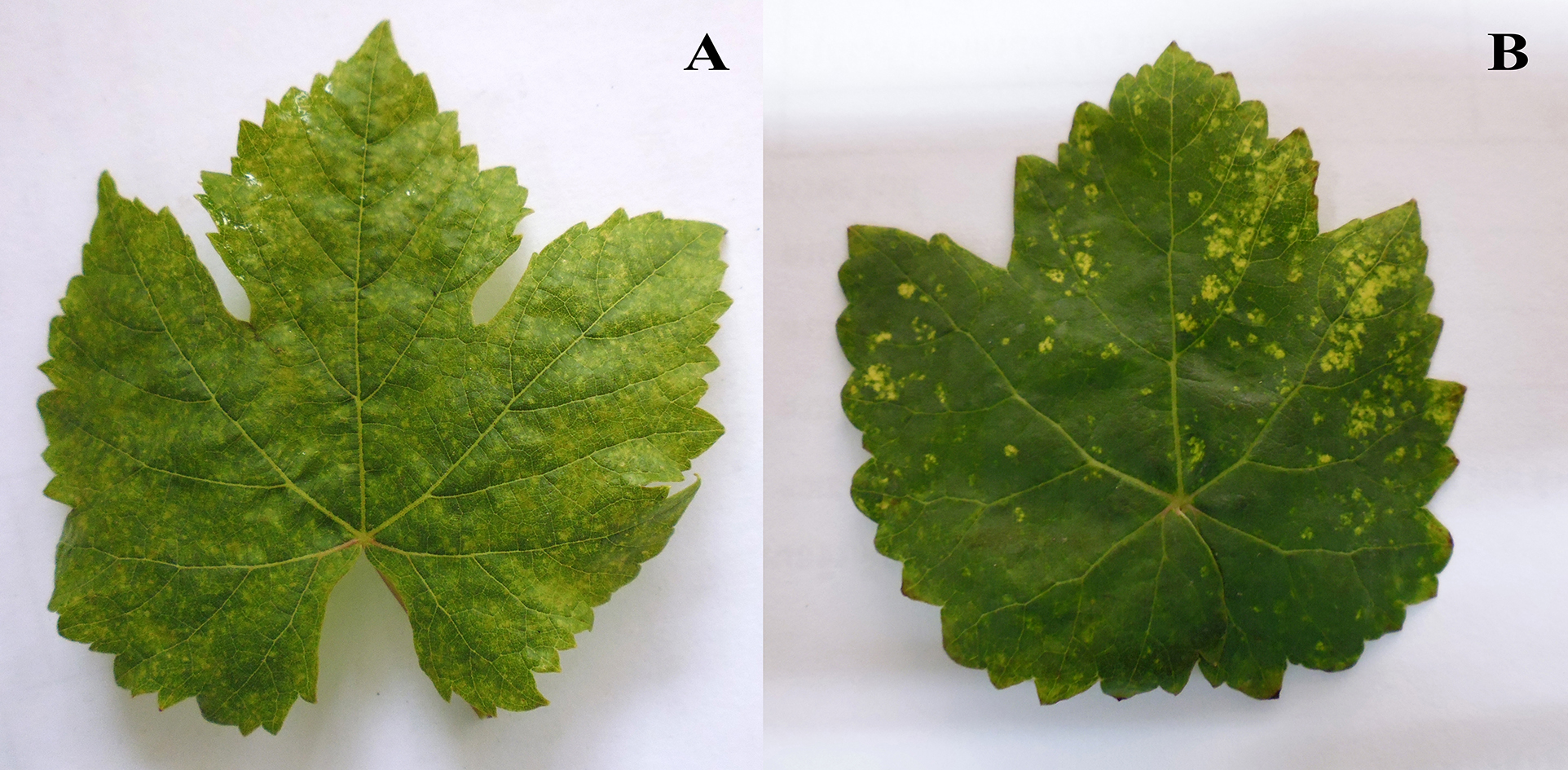
Viroïde moucheté jaune de la vigne

Les jaunisses de la vigne sont des maladies affectant la vigne (Vitis vinifera) causées par des phytoplasmes, bactéries à très petit génome, sans paroi cellulaire, de la classe des Mollicutes. Les principales formes connues en Europe sont la flavescence dorée et le bois noir. D'autres formes ont été signalées dans d'autres régions viticoles (Amérique du Nord, Australie, Nouvelle-Zélande, Afrique du Sud, Chili).
Les symptômes, similaires entre les diverses formes de la maladie, sont notamment la décoloration du feuillage, l'enroulement du limbe des feuilles, une diminution de la croissance des plantes ainsi qu'une baisse de la qualité de la récolte. Certains cépages peuvent être infectés sans symptômes apparents.

## Différentes formes de maladies
Les jaunisses à phytoplasmes de la vigne comprennent de nombreuses formes qui se distinguent par les souches de phytoplasmes impliquées et dans certains cas par les insectes vecteurs : la flavescence dorée, le bois noir, la jaunisse de la vigne du Palatinat (Vergilbungskrankheit, Allemagne), signalées en Europe et dans le bassin méditerranéen ; les jaunisses nord-américaines de la vigne (North American grapevine yellows) comprenant diverses formes aux États-Unis (Virginia grapevine yellows I, Virginia grapevine yellows III, New York grapevine yellows et au Canada (grapevine yellows in Canada) ; la jaunisse australienne de la vigne (Australian grapevine yellows) en Australie et Nouvelle-Zélande et la jaunisse de la vigne de la vallée de Buckland (Buckland Valley grapevine yellows) en Australie. d'autres formes ont été signalées en Israël, en Afrique du Sud et au Chili,.
De toutes ces formes, la flavescence dorée est la plus importante et la mieux étudiée.

## Agents pathogènes
Les agents pathogènes responsables des jaunisses de la vigne sont des phytoplasmes, anciennement connus sous le nom de pseudo-mycoplasmes (MLO, Mycoplasma-like organisms).
Ce sont des bactéries sans paroi cellulaire, appartenant à la classe des Mollicutes, parasites stricts intracellulaires qui vivent dans les tubes criblés du phloème et qui sont transmis naturellement par des insectes piqueurs-suceurs se nourrissant de sève élaborée. Les phytoplasmes sont difficiles à étudier car ils ne sont pas cultivables en milieu artificiel.
Les phytoplasmes des jaunisses de la vigne appartiennent à des souches diversifiées qui ont été classées principalement sur la base de l'homologie de séquence du gène de l'ARN ribosomique 16S. les groupes suivants ont été reconnus, :
- groupe 16SrI (aster yellows) : diverses formes de jaunisses endémiques en Europe et aux États-Unis (Virginie), ainsi qu'une forme de jaunisse australienne (BVGY, Buckland Valley Grapevine Yellows) ;
- groupe 16SrII (Faba bean phyllody) : une forme de jaunisse australienne (AGY) ;
- groupe 16SrIII (X-disease) : une forme de jaunisse nord-américaine (New York et Virginie) et une jaunisse israélienne ;
- groupe 16SrV (elm yellows) : flavescence dorée (FD) et jaunisse du Palatinat (PGY) ;
- groupe 16SrXII (stolbur) : bois noir (BN), Vergilbungskrankheit (VK), legno nero (LN) et une forme de jaunisse australienne (AGY).